# サラマンダー (映画)
『サラマンダー』（原題: Reign of Fire）は、2002年に製作されたアメリカとイギリスの共同製作映画。近未来を舞台に人類とサラマンダーの戦いを描いた怪獣映画。

## ストーリー
12歳の少年クインはロンドンの地下鉄工事現場で発見された洞窟で、巨大な竜に遭遇。目の前で母親を焼き殺されてしまう。その竜は「サラマンダー」と名付けられた。科学者たちは、サラマンダーが6500万年前に恐竜を喰らいつくし、獲物が再び地上に満ちるのを待って長い休眠状態に入っていたことなどを突き止めるも、有効な対策は見いだせなかった。サラマンダーは爆発的な繁殖能力で数を増やし、世界中の約50億人の人々を餌にしていった。大空を自在に飛ぶことができる巨大な翼、上空から昼夜問わず獲物の人間を発見する目、核兵器すら通じない強固な鱗、口からは全てを焼き尽くす1200度の炎を放つサラマンダーの群れに、人々は為す術がなかった。人々は荒地に砦を築き上げ、地下に洞窟を掘って隠れ住むしかなかった。
西暦2020年。成人したクインはノーザンバーランドにある古い石造りの砦の地下に洞窟を掘り、仲間たちと共にサラマンダーから隠れ住んでいた。そこへ戦車や装甲車、戦闘ヘリで武装したヴァン・ザン率いるアメリカのケンタッキー義勇軍がやって来る。ヴァン・ザンは砦での休息を願い出るが、クインは彼らを略奪者とみなし警戒する。ヴァン・ザンは仕留めたサラマンダーの牙を見せ、クインは彼らが砦に入ることを認める。しかし、そこにサラマンダーが現れ、ヴァン・ザンたちはサラマンダーの目が見えにくくなる薄明かりの時間帯に三角測量を用いてサラマンダーの位置を特定し、パラシュート部隊を使いサラマンダーを仕留めようとする。クインは測量途中に死んだ義勇兵に代わり囮となってサラマンダーを誘い込み、待ち構えていたヴァン・ザンがサラマンダーを仕留める。砦の人々はサラマンダーを仕留めたことを喜ぶが、部下3人が犠牲となったヴァン・ザンは彼らを一喝する。
ヴァン・ザンはサラマンダーについて突き止めた情報を明かす。サラマンダーは雌ばかりで、雄は一頭しかいない。つまり一頭の雄を倒せば絶滅する。そしてロンドンから出現した最初の一頭こそがその雄であると語り、クインを仲間に誘う。しかし、クインは他の砦の人々がロンドンに向かって全滅したこと、そのために住処を襲われ全滅した砦があることを理由に誘いを拒否する。ヴァン・ザンは志願兵を集めて砦を去りロンドンに向かうが、途中で雄のサラマンダーに襲撃され、ヴァン・ザンとヘリコプターパイロットのアレックスを残して全滅する。さらに雄サラマンダーはクインたちの砦も襲撃し、親友のクリーディーなど多くの犠牲者を出してしまう。
ヴァン・ザンと合流したクインは、残されたわずかな武器を持って3人でロンドンへ向かう。ヴァン・ザンは小型爆弾を搭載したクロスボウでサラマンダーを仕留めることを伝え、挟み撃ちを試みる。しかし、ヴァン・ザンの放った矢は狙いが逸れ、彼は斧で抵抗するもサラマンダーに食い殺される。残されたクインとアレックスは地上にサラマンダーを誘い込み、火を放とうとした瞬間を狙い矢を放ち、サラマンダーを仕留めることに成功する。

## キャスト
※括弧内は日本語吹替
- クイン・アバクロンビー - クリスチャン・ベール（小山力也）
- デントン・ヴァン・ザン - マシュー・マコノヒー（大塚芳忠）
- アレックス・ジェンセン - イザベラ・スコルプコ（岡寛恵）
- デイヴ・クリーディー - ジェラルド・バトラー（楠大典）
- ジャレッド・ウィルク - スコット・ジェームズ・モウッター（石田彰）
- エディ・スタックス - デヴィッド・ケネディ（英語版）（松本大）
- エイジェイ - アレクサンダー・シディグ（土田大）
- バーロー - ネッド・デネヒー（牛山茂）
- 少年期のクイン - ベン・ソーントン（甲斐田裕子）
- カレン・アバクロンビー - アリス・クリーグ（藤貴子）

## 製作
監督のロブ・ボウマンは「恐怖に支配されるな」をテーマとして掲げており、サラマンダーは人間の人生を脅かす漠然とした恐怖や計り知れない悪を象徴していると述べている。また、『インデペンデンス・デイ』のようなスケールの大きい特殊効果を描くことよりも人間ドラマに主眼をおいている。
サラマンダーのデザインは、ボウマンが2年を費やして手がけた。胴体はヘビをモデルにしており、翼で滑空することが意識されている。生体はCGで描かれているが、死体はリアリティを追求した実物大の造形物が作られた。
撮影は「撮影後は綺麗に掃除する」「景観を損なわない」という条件で、アイルランド・ウィックロー山地で行われた。しかし、この時期はヨーロッパで口蹄疫が発生していたため、その影響から予定していたシーンの多くが撮影できなかった。廃墟化したロンドンのオープンセットは、ロンドン大空襲や広島原爆の被害の様子を参考にしている。

## 評価
Rotten Tomatoesには154件のレビューが寄せられ、支持率40%の評価となり「頭を使わずに観れば楽しいB級映画」と批評されている。Metacriticでは30件のレビューに基づき、39/100点の評価となっている。
バラエティ誌のジョー・ライドンは、「珍しくエキサイティングで充実したポスト終末論のポップコーン・フリックで、ロブ・ボウマンは中世ファンタジーとハイテク・ミリタリー・アクション、そしてマッドマックススタイルの厄災を巧みに組み合わせている」と評価した。ニューヨーク・タイムズのエルヴィス・ミッチェルは、「この映画は自らの可能性を最大限に引き出したならば、マイナーなクラシック映画になったかもしれない。しかし、映画が終わるまでの間は、まるでスロットマシンのように楽しめます。運が悪くても、ポケットのお金を失うだけで済みます」と批評している。ロジャー・イーバートは本作を酷評し、四つ星満点中一ツ星を与えている。

## 受賞・ノミネート
| 映画賞                           | 部門               | 結果       |
| -------------------------------- | ------------------ | ---------- |
| サターン賞                       | ファンタジー映画賞 | ノミネート |
| シッチェス・カタロニア国際映画祭 | 視覚効果賞         | 受賞       |
| シッチェス・カタロニア国際映画祭 | 最優秀作品賞       | ノミネート |

## 後年の作品への影響
本作のドラゴンで描写された、「口の両端の管から種類の異なる液体を噴射して化学反応を起こして引火させる」というのは後年の映像作品にも用いられており、ハリー・ポッターと炎のゴブレット、ハリー・ポッターと死の秘宝、ゲーム・オブ・スローンズ、キング・オブ・エジプトなどが著名な例である。